# Batalha de Copenhaga
A Batalha de Copenhague foi um confronto naval entre a frota britânica (38 navios) comandada pelo almirante Sir Hyde Parker e a Marinha Dinamarquesa (36 navios), comandada por Olfert Fischer Steen Bille, ao largo de Copenhague, em 2 de Abril de 1801. O resultado da batalha foi uma vitória estratégica para os britânicos.
O ataque inicial foi liderado pelo vice-almirante Horatio Nelson, que desobedecendo às ordens de Parker para se retirar, destruiu os navios dinamarqueses antes de um acordo de tréguas ser assinado. A Batalha de Copenhague é considerada como o mais difícil confronto naval de Nelson, mesmo comparando com a Batalha de Trafalgar.